# Sompong Amornwiwat
Sompong Amornwiwat (thaï : สมพงษ์ อมรวิวัฒน์) est un homme politique thaïlandais né le 3 juillet 1941 à Chiang Mai.
Il est élu membre de la Chambre des représentants thaïlandaise en 1988 pour la 2e circonscription de sa ville natale, puis y est réélu en 1992. En 1995, il devient député de la 3e circonscription de Chiang Mai et y est réélu en 1996, mais démissionne après l'élection. 
Il est plusieurs fois ministre (Industrie, Travail et Services sociaux, Justice, Affaires étrangères) dans plusieurs gouvernements (ceux de Suchinda Khra-prayun, Chuan Likphai, Samak Sunthorawet, Somchai Wongsawat). Il est vice-Premier ministre dans le gouvernement Wongsawat.
Membre du Pheu Thai, il est en 2019 de nouveau élu à la Chambre pour la 5e circonscription de Chiang Mai. Il devient le chef du parti en juillet 2019 et est nommé par le roi chef de l'opposition en août de la même année. Il démissionne en septembre 2020 de la direction du parti mais en redevient le chef et est nommé chef de l'opposition par le roi à nouveau. Il démissionne une énième fois en octobre 2021.